# Amber Tamblynová
Amber Tamblynová (rodným jménem Amber Rose Tamblyn; * 14. května 1983, Santa Monica, Kalifornie, USA) je americká herečka a spisovatelka. Hraje jak ve filmech, tak v divadelních hrách a televizních seriálech. Získala například roli Marthy Mastersové v Dr. House, ale také si v 11. a 12. sérii sitcomu Dva a půl chlapa zahrála Charlieho dceru Jenny. Za roli Joan Girardiové v Joan z Arkádie byla roku 2004 nominována na Teen Choice Award. Na tuto cenu byla nominována ještě dvakrát: v roce 2005, díky filmu Sesterstvo putovních kalhot, a roku 2007 za hororový thriller Smrtící nenávi2t. Ani v jednom případě ale cenu nezískala.
V roce 2012 si vzala stand-up komika a herce Davida Crosse (*1964; Muži v černém 2, hlas mistra Jeřába v Kung Fu Panda) a 21. února 2017 na sociálních sítích oznámila, že se páru narodila dcera Marlow Alice Cross.

## Život

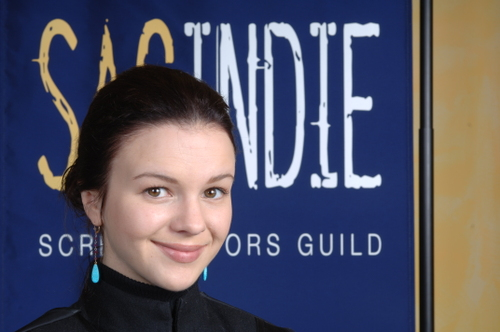
Amber Tamblyn v roce 2006

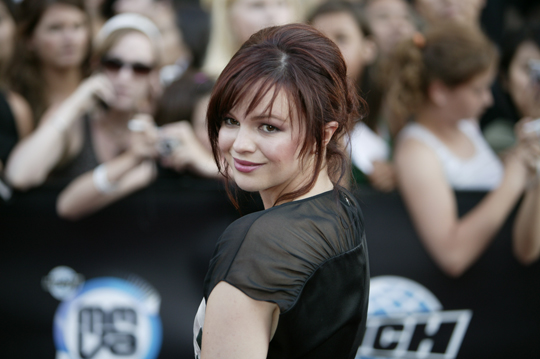
Tamblynová v roce 2007 na MuchMusic Video Awards

Amber Rose Tamblynová se narodila v kalifornské Santa Monice 14. května 1983. Narodila se do rodiny Russe Tamblyna (*1934; Městečko Twin Peaks), amerického herce, a jeho manželky Bonnie, rozené Murrayové, zpěvačky, učitelky a výtvarnice. Její dědeček z otcovy strany, Eddie Tamblyn (1908–1957), byl též herec. Za kmotry jí šli Neil Young, Dennis Hopper a Dean Stockwell.
Studovala na Santa Monica Alternative School House, což byla, podle jejích slov, dost netradiční škola, navíc bez klasického známkování. Jako desetiletá hrála ve školní hře Pipi Dlouhá punčocha, kde si jí všiml i agent jejího otce, Sharon Debord, který pak Russe přesvědčil, aby svoji dceru poslal na nějaké konkurzy.
V srpnu 2011 se zasnoubila s o devatenáct let starším hercem Davidem Crossem a 6. října 2012 se odehrál obřad. O necelých pět let později, 21. února 2017 na svých sociálních sítích oznámila narození dcery. Na svém Instagramovém profilu zažertovala, že jejich dceru pojmenovali Dauphinoise Petunia Brittany Scheherazade Von Funkinstein Mustard Witch RBG Cross Tamblyn-Bey jr., v březnu ale prozradila skutečné jméno: Marlow Alice Cross.

## Herecká kariéra
Vůbec první rolí, kterou Amber Tamblynová získala, byla postava Emily Bowenové v televizním seriálu General Hospital. V tomto seriálu, který běží od roku 1963 a k 28. březnu 2017 má přes 13 000 dílů, hrála od roku 1995 do roku 2001. Ještě roku 1995 se objevila i v nízkorozpočtových filmech Rebellious a Live Nude Girls.
Později získala i roli v dalším americkém seriálu The Twilight Zone. Nicméně, nejvíce ji proslavila role Joan Girardiové v seriálu Joan z Arkádie, kde ztvárnila hlavní roli. Spolu s ní zde jednu hlasovou roli dostal i její otec Russ. Právě za roli Joan byla roku 2004 nominována na Teen Choice Award v kategorii nejlepší herečka v televizním dramatu, nominaci ale neproměnila. V americkém hororovém thrilleru Kruh (2002) ztvárnila Katie Embryovou a později získala i roli Janice Penshawové, nejlepší kamarádky Dawn Summersové v Buffy, přemožitelka upírů, nebo malou roli v Kriminálce Miami a Beze stopy.
Roku 2005 přišla její první velká filmová role, kdy dostala roli ve filmu Sesterstvo putovních kalhot, po boku Alexis Bledel, Americy Ferrerové a Blake Livelyové. Roku 2008 se objevila i v pokračování Sesterstvo putovních kalhot 2. Za první díl byla opět nominována na Teen Choice Award: a opět cenu nezískala. Roku 2007 byla za Smrtící nenávi2t nominována znovu – neúspěšně. V roce 2009 získala roli Ashley ve filmu Jarní prázdniny, po boku Amy Poehlerové, Rachel Dratch a Parker Poseyové .O rok později, v roce 2010, získala dvě filmové role, a to Mary Saundersovou ve snímku Hlavní třída (Colin Firth, Orlando Bloom, Patricia Clarksonová, Ellen Burstynová...) a jako Megan McBrideová v dramatu 127 hodin.
V roce 2013 byla Amber obsazena do role ztracené dcery Charlieho Harpera v sitcomu Dva a půl chlapa a roku 2017 získala hlavní roli v televizním seriálu Girlfriend's Day.

## Poezie
Tamblynová si vlastním nákladem publikovala dvě sbírky poezie Of the Dawn a Plenty of Ships. Podílela se i na čtení poezie na různých místech, především v rámci Kalifornie. Roku 2005 vydala sbírku poezie The Loneliest, inspirovanou Theloniousem Monkem, ve které se nachází hlavně básně haiku. Vše doplnil svými ilustracemi George Herms a vytištěno bylo pouze 300 výtisků. O dva roky později, roku 2007, se stala spoluzakladatelkou projektu Write Now Poetry Society, který je zaměřen na psaní poezie. V září 2009 vydala opět básnickou sbírku, tentokrát nazvanou Bang Ditto. Roku 2014 pak vyšla její třetí sbírka poezie Dark Sparkler, na které pracovala šest let.

## Filmografie

### Film

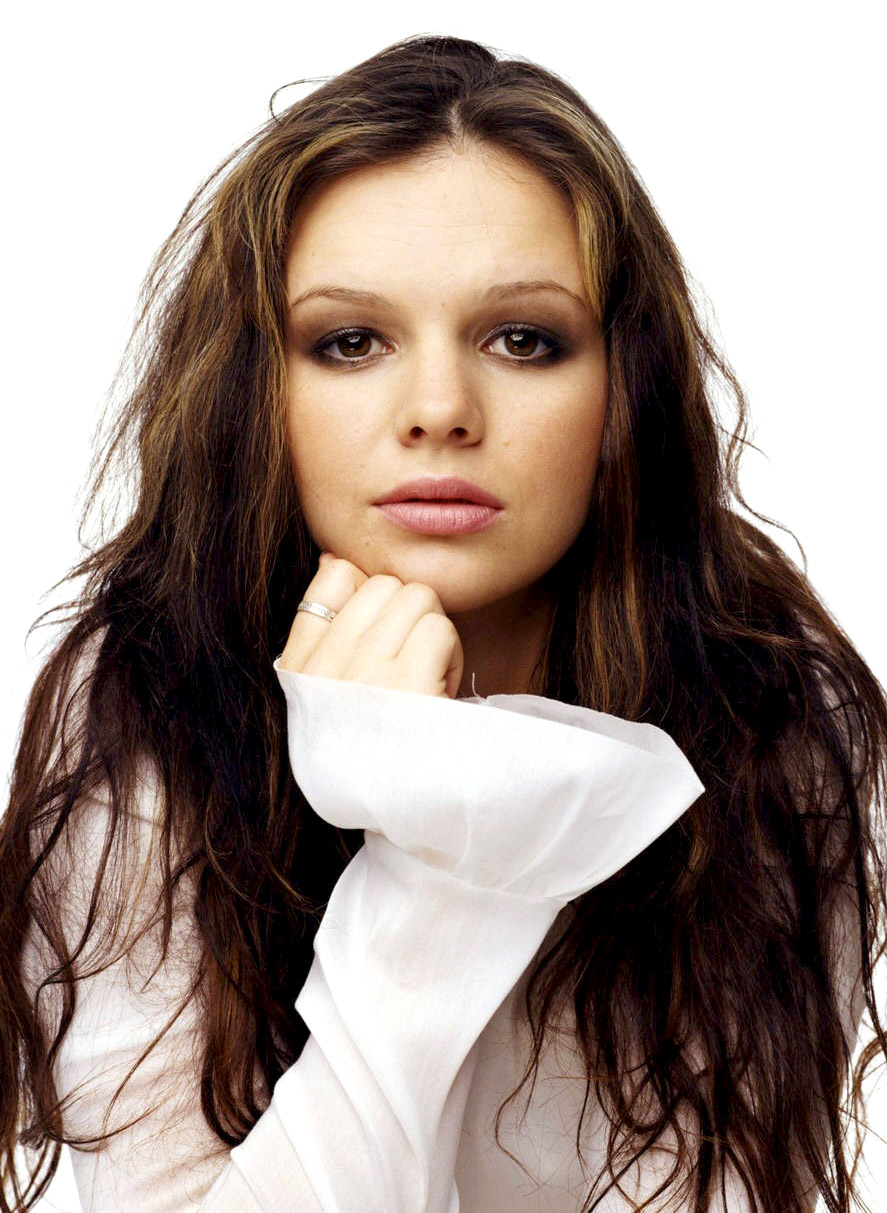
Fotografie Amber Tamblynové vytvořená Jerrym Avenaimem

| Rok  | Název                         | Role              | Poznámky                                                                       |
| ---- | ----------------------------- | ----------------- | ------------------------------------------------------------------------------ |
| 1995 | Rebellious                    | Deb               |                                                                                |
| 1995 | Live Nude Girls               | Jill v mládí      |                                                                                |
| 1997 | Johnny Mysto: Boy Wizard      | Sprout            |                                                                                |
| 2002 | Kruh                          | Katie Embry       |                                                                                |
| 2002 | Dalších deset minut           | Kate              | Část Twelve Miles to Trona                                                     |
| 2005 | Sesterstvo putovních kalhot   | Tibby Rollins     | Nominace na cenu Teen Choice Awards 2005 v kategorii Herečka: drama/akční film |
| 2006 | Smrtící nenávi2t              | Aubrey Davis      | Nominace na cenu Teen Choice Awards 2007 v kategorii Herečka: horror/thriller  |
| 2006 | Stephanie Daley               | Stephanie Daley   |                                                                                |
| 2007 | Temné stíny                   | Amber             |                                                                                |
| 2007 | Takoví normální puberťáci     | Wendy Bergman     |                                                                                |
| 2008 | Zatmění                       | Claudia           |                                                                                |
| 2008 | Sesterstvo putovních kalhot 2 | Tibby Rollins     |                                                                                |
| 2009 | Jarní prázdniny               | Ashley            |                                                                                |
| 2009 | Beyond a Reasonable Doubt     | Ella Crystal      |                                                                                |
| 2010 | 127 hodin                     | Megan McBride     |                                                                                |
| 2010 | Hlavní třída                  | Mary Saunders     |                                                                                |
| 2012 | Nespoutaný Django             | Vnučka pistolníka |                                                                                |
| 2014 | 3 Nights in the Desert        | Anna              |                                                                                |
| 2014 | X/Y                           | Stacey            |                                                                                |
| 2014 | Growing Up and Other Lies     | Tabatha           |                                                                                |
| 2017 | Girlfriend's Day              | Jill              |                                                                                |
| 2018 | Nostalgia                     | Bethany Ashemore  |                                                                                |

### Televize
| Rok             | Název                                            | Role                          | Poznámky                                                    |
| --------------- | ------------------------------------------------ | ----------------------------- | ----------------------------------------------------------- |
| 1995–2001       | General Hospital                                 | Emily Quartermaine            | 8 dílů                                                      |
| 2001            | Buffy, přemožitelka upírů                        | Janice Penshaw                | díl: „Až na konec cesty “                                   |
| 2002            | Bostonská střední                                | Melissa Campbell              | díl: „Chapter Thirty-Two“                                   |
| 2002            | Zóna soumraku                                    | Jenna Winslow                 | díl: „Osada Evergreen“                                      |
| 2002            | Kriminálka Miami                                 | starší kadet Valerie Barreiro | díl: „Modelka“                                              |
| 2003            | Beze stopy                                       | Clare Metcalfe                | díl: „Vzpomínky z dětství“                                  |
| 2003–2005       | Joan z Arkádie                                   | Joan Girardi                  | hlavní role, 45 dílů                                        |
| 2007            | Babylon Fields                                   | Janine Wunch                  | pilotní díl                                                 |
| 2008            | Děvče od sousedů                                 | Sarah Russell                 | TV film                                                     |
| 2009            | Zvláštní poldové                                 | detektiv Casey Shraeger       | 10 dílů                                                     |
| 2010–2012, 2016 | The Increasingly Poor Decisions of Todd Margaret | Stephanie Daley               | 6 dílů                                                      |
| 2010–2012       | Dr. House                                        | Martha M. Masters             | 15 dílů                                                     |
| 2012            | Portlandia                                       | Stážistka v knihovně          | díl: „Cat Nap“                                              |
| 2012            | Metalocalypse                                    | Trindle (hlas)                | díl: „Fanklok“                                              |
| 2013            | The Heart, She Holler                            | Hurlette Headhe               | díl: „The Dearranged Marriage“                              |
| 2013–2016       | Amyino plodné lůno                               | Různé role                    | 5 dílů                                                      |
| 2013–2015       | Dva a půl chlapa                                 | Jenny                         | 24 dílů                                                     |
| 2014            | Zpátky do školy                                  | Celebrita                     | díl: „Basic Sandwich“                                       |
| 2014            | Comedy Bang! Bang!                               | Samu sebe                     | díl: „Amber Tamblyn Wears a Leather Jacket & Black Booties“ |
| 2016            | Bitva playbacků                                  | Samu sebe                     | díl: „America Ferrera vs. Amber Tamblyn“                    |
| 2018            | Drunk History                                    | Margaret Sanger               | díl: „Sex“                                                  |